# 黄天荡站
黄天荡站（工程名通园路站）位于中华人民共和国江苏省苏州市苏州工业园区金鸡湖街道金鸡湖大道与通园路交叉口地下，是苏州地铁5号线与7号线的地铁换乘站。2021年6月29日开通。

## 车站结构
5号线车站为地下二层岛式车站，7号线车站位于地下三层。两线成“T”形交叉，7号线站台南端和5号线站台中部未来将有节点楼梯相通。
|                   |  | 5号线往太湖香山（荷花荡） |
| 島式 · 開左邊车门 |  |                           |
|                   |  | 5号线往阳澄湖南（金厍桥） |

|                   |  | 7号线往相城大道北（惹云桥） |
| 島式 · 開左邊车门 |  |                             |
|                   |  | 7号线往木里（娄葑）         |